# PSO-afgift
PSO-afgiften er en dansk afgift, som forbrugerne betaler for deres forbrug af elektricitet. Afgiften er øremærket tilskud til vedvarende energi o.l. og skal dække de omkostninger til offentlige serviceforpligtelser, som Energinet.dk har indenfor vedvarende energi o.l. PSO står for Public Service Obligation eller offentlig forpligtelse.
Folketinget indførte PSO som en tarif på elregningen i forbindelse med en aftale om liberalisering af energimarkederne i 1998. PSO-midlerne skulle dække udgifter til nye energiteknologier, der endnu ikke er i stand til at klare sig på rene markedsvilkår. PSO-afgiften har haft sin nuværende udformning siden 2005. I november 2016 indgik et flertal i Folketinget en aftale om gradvis at afskaffe afgiften igen i årene 2017-2022. Afgiften vil derfor være fuldt afviklet pr. 1. januar 2022. I stedet finansieres de nævnte udgifter fremover via finansloven og dermed den generelle skatteopkrævning. Som følge af aftalen hæves bundskatten gradvis med 0,05 pct.-point i 2018 stigende til 0,09 pct.-point frem til 2022.